# Duncan McCargo

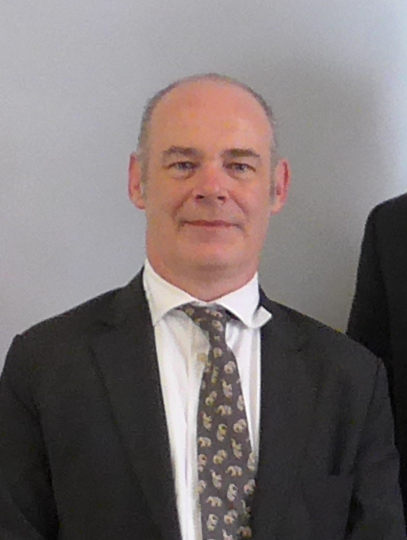
Duncan McCargo

Duncan McCargo (* 1963 in Großbritannien) ist ein britischer Politik- und Südostasienwissenschaftler. Der Thailand-Experte ist seit 2019 Professor an der Universität Kopenhagen und Direktor des Nordic Institute of Asian Studies (NIAS). Zuvor war er ab 2002 Professor für Politik Südostasiens an der University of Leeds.

## Leben
McCargo studierte zunächst Anglistik am Royal Holloway der University of London (Bachelor mit first class honours 1986), dann Südostasienwissenschaften an der School of Oriental and African Studies (SOAS; Master 1990). Zwischen Bachelor- und Masterstudium unterrichtete er zwei Jahre an einer Schule im japanischen Nagoya, nach dem Masterabschluss war er 10 Monate Englischlehrer in der thailändischen Hauptstadt Bangkok. An der SOAS promovierte er 1993 zum PhD in Politikwissenschaft, seine Dissertation befasste sich mit dem thailändischen Politiker Chamlong Srimuang.
Nach einem Jahr als Lecturer für Politik an der Queen’s University Belfast lehrte er ab 1993 an der University of Leeds. 1997/98 war er als Gastprofessor an der privaten Kōbe-Gakuin-Universität in Japan. 2002 erhielt er eine Professur für Politik Südostasiens in Leeds, die er bis 2019 innehatte. In der Zeit war er zweimal Leiter der School of Politics and International Studies. Von 2015 bis 2019 lehrte er parallel in Leeds und an der Columbia University in New York. McCargo wurde 2019 auf eine Professur für Politikwissenschaft an der Universität Kopenhagen berufen und übernahm im selben Jahr die Leitung des NIAS – Nordic Institute of Asian Studies.
Neben seinem Schwerpunkt, der politischen Situation Thailands, publizierte McCargo auch über politische Aspekte Indonesiens und Vietnams. McCargo setzte sich kritisch mit der Thaksinization of Thailand, aber auch dem Sturz Thaksin Shinawatras auseinander. Seiner Ansicht nach sei die Eskalation des Konfliktes zwischen malaiischen Muslimen und thailändischer Zentralregierung in Südthailand eine Reaktion auf Thaksins gewaltsame und willkürliche Politik gewesen. Letztlich sei dies einer der Gründe für seinen durch den Kronrat geförderten Sturz gewesen. Er prägte 2005 den viel rezipierten Begriff der “network monarchy” („Netzwerk-Monarchie“) für das dem damaligen König Bhumibol Adulyadej nahestehende und von seinem Kronratspräsidenten Prem Tinsulanonda gesteuerte Netzwerk in Politik, Justiz, Verwaltung und Militär.
Journalistische Beiträge verfasste McCargo für den Daily Telegraph, Financial Times, Guardian, New York Times und das Time Magazine.

## Auszeichnungen
Sein Buch Tearing Apart the Land: Islam and Legitimacy in Southern Thailand (2008) gewann den Bernard Schwartz Book Prize der Asia Society 2009.

## Veröffentlichungen (Auswahl)
- Chamlong Srimuang and the New Thai Politics. Hurst & Co., London 1997, ISBN 1-85065-288-0.
- Politics and the Press in Thailand. Media Machinations. Routledge, London und New York 2000, ISBN 0-415-23376-3
- Contemporary Japan. Palgrave Macmillan, Basingstoke und New York 2000, ISBN 0-312-22742-6. In der Reihe Contemporary States and Societies
- Media and Politics in Pacific Asia. RoutledgeCurzon, London und New York 2003, ISBN 0-415-23374-7
- Rethinking Vietnam. RoutledgeCurzon, London und New York 2004, ISBN 0-415-31621-9 (als Herausgeber). In der Reihe Rethinking Southeast Asia
- The Thaksinization of Thailand. NIAS Press, Kopenhagen 2005, ISBN 87-91114-46-2 (mit Ukrist Pathmanand).
- Rethinking Thailand’s Southern Violence. NUS Press, Singapur 2007, ISBN 978-9971-69-362-6 (als Herausgeber).
- Tearing Apart the Land. Islam and Legitimacy in Southern Thailand. Cornell University Press, Ithaca NY und London 2008, ISBN 978-0-8014-7499-6.
- Naruemon Thabchumpon und Duncan McCargo: Urbanized Villagers in the 2010 Thai Redshirt Protests. In: Asian Survey. Band 51, Nr. 6 (November/Dezember). University of California Press, Californien Dezember 2011, S. 993–1018, doi:10.1525/as.2011.51.6.993 (englisch, Auswertung von Interviews mit 400 Demonstranten und 57 Organisatoren während der Unruhen in Bangkok 2010).